# Magnificat (Pärt)
Magnificat és una obra amb text en llatí del càntic del Magnificat per a un cor mixt del compositor estonià Arvo Pärt escrita el 1989. És una composició per a un cor de cinc solistes (SSATB) a cappella, dividit en diverses parts que duren aproximadament set minuts. El text prové de l'Evangeli de Sant Lluc (1:46-55). En aquesta obra, la nota do incessant dona suport a la línia melòdica dels versets. La composició és a l'estil tintinnabuli, un estil que Pärt havia inventat a mitjans dels anys setanta.
Es va estrenar el de maig de 1990 a Stuttgart, Alemanya, pel Cor de l'Estat i de la Catedral de Berlín, sota la direcció de Christian. Va ser un encàrrec de la Deutscher Musikrat.

## Composició

### Aspectes estilístics
El tintinnabuli és l'aspecte més important del Magnificat de Pärt. Segons el biògraf i amic de Pärt Paul Hillier, el Magnificat "exhibeix la tècnica del tintinnabuli en la seva forma més flexible i refinada". Pärt també utilitza bordons; un sol de segona línia a l'alt prop del final de la peça, així com el do del tercer espai (en el qual sempre es manté la línia solista de soprano) que proporciona un centre tonal per a la peça. Hillier diu que "moltes peces [de Pärt] tendeixen, a través de la llargada i la repetició, a establir una sensació d'atemporalitat o un present continu; l'ús de bordons (que en certa manera són una repetició contínua) reforça aquest efecte".

La dona d'Arvo Pärt, Nora, ha dit sobre la seva música:
El concepte de tintinnabuli neix d'un desig molt arrelat d'un món sonor extremadament reduït que no es podia mesurar, per dir-ho, en quilòmetres, ni tan sols en metres, sinó només en mil·límetres... Al final, l'atenció de l'escolta està totalment centrada. En el moment en què la música s'ha esvaït, és especialment remarcable escoltar la teva respiració, els batecs del cor, la il·luminació o el sistema d'aire condicionat, per exemple.

### Estructura
Estructuralment, l'obra es pot dividir en el que Hillier denomina seccions verse i tutti. Les seccions de verse inclouen una veu (sovint un solo de soprano) que es manté constantment en el tercer espai de do, així com una línia melòdica més baixa. Les seccions de tutti fan ús de tres, quatre o sis parts de veus. La soprano solista s'incorpora de vegades a les seccions de tutti. La progressió de les seccions és:
| Estil de secció | Veus                 | Incipit textual      |
| --------------- | -------------------- | -------------------- |
| Verse           | SS                   | Magnificat anima mea |
| Tutti           | TTB                  | et exultavit         |
| Verse           | S solo, T            | quia respexit        |
| Tutti           | STB                  | ecce enim            |
| Verse           | S sol, B             | Quia fetit           |
| Tutti           | SSA                  | qui potents est      |
| Tutti           | SATB                 | et sanctum           |
| Tutti           | SSATTB               | et misericòrdia      |
| Verse           | S sol, B             | Fecit potentiam      |
| Tutti           | SSA                  | dispersit superbos   |
| Verse           | S solo, A drone, T   | deposuit             |
| Tutti           | ATB                  | et exaltavit         |
| Verse           | SS                   | esurientes           |
| Tutti           | TTB                  | et divides           |
| Tutti           | S solo, SSATB        | Susceptiu Israel     |
| Tutti           | SSATTB               | puerum suum          |
| Verse           | SS                   | recordat             |
| Tutti           | Drone SII, TTB       | sicut locutus        |
| Verse           | S solo, SII drone, T | Abraham et semini    |
| Tutti           | SATBB                | Magnificat anima mea |
| Tutti           | S solo, SATBB        | Dominum              |

### Configuració de text
La configuració del text en música es pot fer de moltes maneres diferents. Hillier diu que Pärt "treballa cap a fora a partir de l'estructura del text". A les seccions de tutti, "el nombre de síl·labes determina les notes a utilitzar... la síl·laba tònica és alternativament el centre de l'altura i, en la paraula següent, la nota més allunyada". A les seccions de vers, Pärt "sembla haver-se permès un grau de llibertat inusual... les síl·labes tòniques coincideixen sovint amb un canvi de direcció melòdica".
Si bé la textura és principalment homofònica, s'introdueix un nou dispositiu rítmic quan el cor canta dispersit superbos. Com si prengués instruccions del text, el cor, de fet, es divideix; mentre que totes les veus comencen la paraula juntes, només la veu melòdica continua immediatament endavant. Les altres veus descansen un ritme abans de continuar amb la segona síl·laba.

## Pautes de l'actuació
En el seu llibre Arvo Pärt, Paul Hillier ofereix consells útils per a la interpretació de les obres de Pärt. Observa la dificultat de cantar música tintinnabuli amb suavitat, perquè la part tintinnabuli, per la seva pròpia naturalesa, mai no és escalonada. Ell continua,
Una altra possible font d'embolics sorgeix de l'aparició freqüent de notes més llargues al mig d'una frase. (El Magnificat està ple d'aquests moments. ) Aquestes notes més llargues poden quedar "mortes" fàcilment (de manera que gairebé escolteu els cantants comptant), i després, a mesura que s'acosta el final de la nota, hi ha una lleugera empenta a mesura que les veus es mouen cap al següent to.
Hillier aconsella una atenció acurada a l'afinació dels intervals purs, així com assajar la música més lentament per entendre la gravetat que s'ha d'expressar. Diu: "Potser no és casualitat que hagi agafat aquestes tècniques de la meva experiència amb la música antiga".

## Publicació i enregistraments
La partitura del Magnificat de Pärt està publicada per Universal Edition, Viena, Àustria. Està dedicat a Christian Grube i els Staats- und Domchor Berlin, que el va interpretar per primera vegada a Stuttgart el 24 de maig de 1990. Ha estat enregistrat per molts grups, inclòs el Cor de Cambra de la Filharmònica d'Estònia sota la direcció de Tõnu Kaljuste⁣; el Taverner Choir sota la direcció d'Andrew Parrott⁣; el Cor del King's College, Cambridge sota la direcció de Stephen Cleobury⁣; i per Theatre of Voices amb Paul Hillier.